# 清水郵便局
清水郵便局（しみずゆうびんきょく）は、静岡県静岡市清水区にある郵便局。民営化前の分類では集配普通郵便局であった。

## 概要
住所：〒424-8799 静岡県静岡市清水区辻一丁目9-27

### 併設施設
- ゆうちょ銀行清水店（名古屋支店清水出張所）：取扱店番号232300

## 沿革
- 1929年（昭和4年）8月1日 - 清水市大字辻に二等郵便局として開局[1]、江尻郵便局[注釈 1]・清水郵便局[注釈 2]の両局から集配業務等を移管[1]。
- 1996年（平成8年）7月1日 - 外国通貨の両替および旅行小切手の売買に関する業務取扱を開始[2]。
- 1999年（平成11年）11月15日 - 清水市相生町6-18から同辻1-9-27に移転[3][注釈 3]。
- 2000年（平成12年）9月18日 - 庵原郵便局[注釈 4]・興津郵便局[注釈 5]の両局から集配業務等を移管[4]。
- 2006年（平成18年）10月1日 - 小島郵便局[注釈 6]・和田島郵便局[注釈 7]の両局から集配業務等を移管[5]。
- 2007年（平成19年）10月1日 - 民営化に伴い、併設された郵便事業清水支店・ゆうちょ銀行清水店に一部業務を移管。
- 2012年（平成24年）10月1日 - 日本郵便株式会社発足に伴い、郵便事業清水支店を清水郵便局に統合。

## 取扱内容

### 清水郵便局
- 郵便、印紙、ゆうパック、内容証明
- 生命保険、バイク自賠責保険、自動車保険、がん保険、引受条件緩和型医療保険
- 静岡市清水区のうち旧清水市の地域[注釈 8]の集配業務
- ゆうゆう窓口

### ゆうちょ銀行清水店
- 貯金、貸付、為替、振替、振込、国際送金、外貨両替、国債、投資信託、変額年金保険
- ATM

## 風景印
- 図案は『清水港』・『富士山』・『みかん』・『お茶の木』[6]
- 使用開始日は1979年（昭和54年）9月22日[6]

### 過去の風景印
- 1951年（昭和26年）4月2日[7] - 1979年（昭和54年）9月21日[6]
- 図案は『清水港』・『富士山』[7]

## 周辺
- エスパルスドリームフィールド清水
- 国道1号

## アクセス
- JR東海道本線 清水駅から徒歩約13分
- しずてつバス 辻停留所もしくは清水郵便局下車
- 東名高速道路 清水ICから南東へ約2km
- 駐車場あり：25台